# Parisome sanglée
Curruca boehmi
Espèce
Statut de conservation UICN

 LC  : Préoccupation mineure
La Parisome sanglée (Curruca boehmi) est une espèce de passereaux de l'Ancien Monde de la famille des Sylviidae.

## Répartition
Cette espèce se trouve en Éthiopie, au Kenya, en Somalie et en Tanzanie.

## Description
Cette espèce mesure une douzaine de centimètres.

## Habitat
Son habitat naturel est la savane sèche.

## Systématique
La fauvette épervière faisait anciennement partie du genre Sylvia, mais a depuis été reclassée dans le genre Curruca après que celui-ci a été séparé de Sylvia.

### Sous-espèces
D'après le Congrès ornithologique international, cette espèce est constituée des trois sous-espèces suivantes :
- C. b. somalica  (Friedmann, 1928) ; Éthiopie, nord-ouest de la Somalie et nord-est du Kenya ;
- C. b. marsabit  (van Someren, 1931) ; centre-nord du Kenya ;
- C. b. boehmi  (Reichenow, 1882); sud du Kenya et Tanzanie.